# Emery Kabongo Kanundowi
Emery Kabongo Kanundowi (Bena-Kazadi-Tshikula, República Democrática del Congo, 22 de julio de 1940) es un arzobispo católico congolés.
Recibe la ordenación sacerdotal en 15 de agosto 1969.
Estudió derecho canónico en la Pontificia Universidad Urbaniana.
Asistió a la Academia Pontificia Eclesiástica y entró en el servicio diplomático de la Santa Sede haciendo su servicio en las nunciaturas de Corea y Brasil.
En 1982, fue nombrado por el Juan Pablo II de acuerdo con su secretario privado, el servicio lleva a cabo hasta 1987.
El 10 de diciembre 1987 fue nombrado arzobispo, en lo personal, de  Luebo, cargo que ocupó hasta 14 de agosto 2003.
Recibió el consagración episcopal en 6 de enero 1988 por Juan Pablo II.
Desde el 2003 es canónigo de  Capítulo de la Basílica de San Pedro en la Ciudad del Vaticano.